# Pommier-de-Beaurepaire
Pommier-de-Beaurepaire är en kommun i departementet Isère i regionen Auvergne-Rhône-Alpes i sydöstra Frankrike. Kommunen ligger i kantonen Beaurepaire som tillhör arrondissementet Vienne. År 2022 hade Pommier-de-Beaurepaire 731 invånare.

## Befolkningsutveckling
Antalet invånare i kommunen Pommier-de-Beaurepaire
Referens:INSEE